# Joseph Lücker
Joseph Johan Hubert Lücker (Linn (Krefeld), 24 juli 1821 – Roermond, 18 december 1900) was een Duits kunstschilder en tekenaar, werkzaam in Nederland.

## Leven en werk
Joseph of Josephus Lücker was aanvankelijk huisschilder in Düsseldorf en Keulen. Hij trouwde met Catharina Elisabeth Esters (1823-1893). In 1849 vestigde het gezin zich in Roermond. Van 1863 tot 1892 werkte Lücker als kerkschilder voor het atelier Cuypers-Stoltzenberg. Hij schilderde er onder meer altaarstukken en kruiswegstaties. Daarnaast schilderde en tekende hij portretten en genrestukken. De kruiswegen in de Munsterkerk in Roermond en in de Sint-Urbanuskerk in Duivendrecht (in 1885), die hij beide voor Cuypers schilderde, ontleende hij aan de kruisweg van Louis Hendrix en Frans Vinck in de Onze-Lieve-Vrouwekathedraal in Antwerpen.
Lücker overleed in 1900, op 79-jarige leeftijd. De schilder Eugène Lücker en de beeldhouwer Karel Lücker zijn zijn kleinkinderen.

## Afbeeldingen

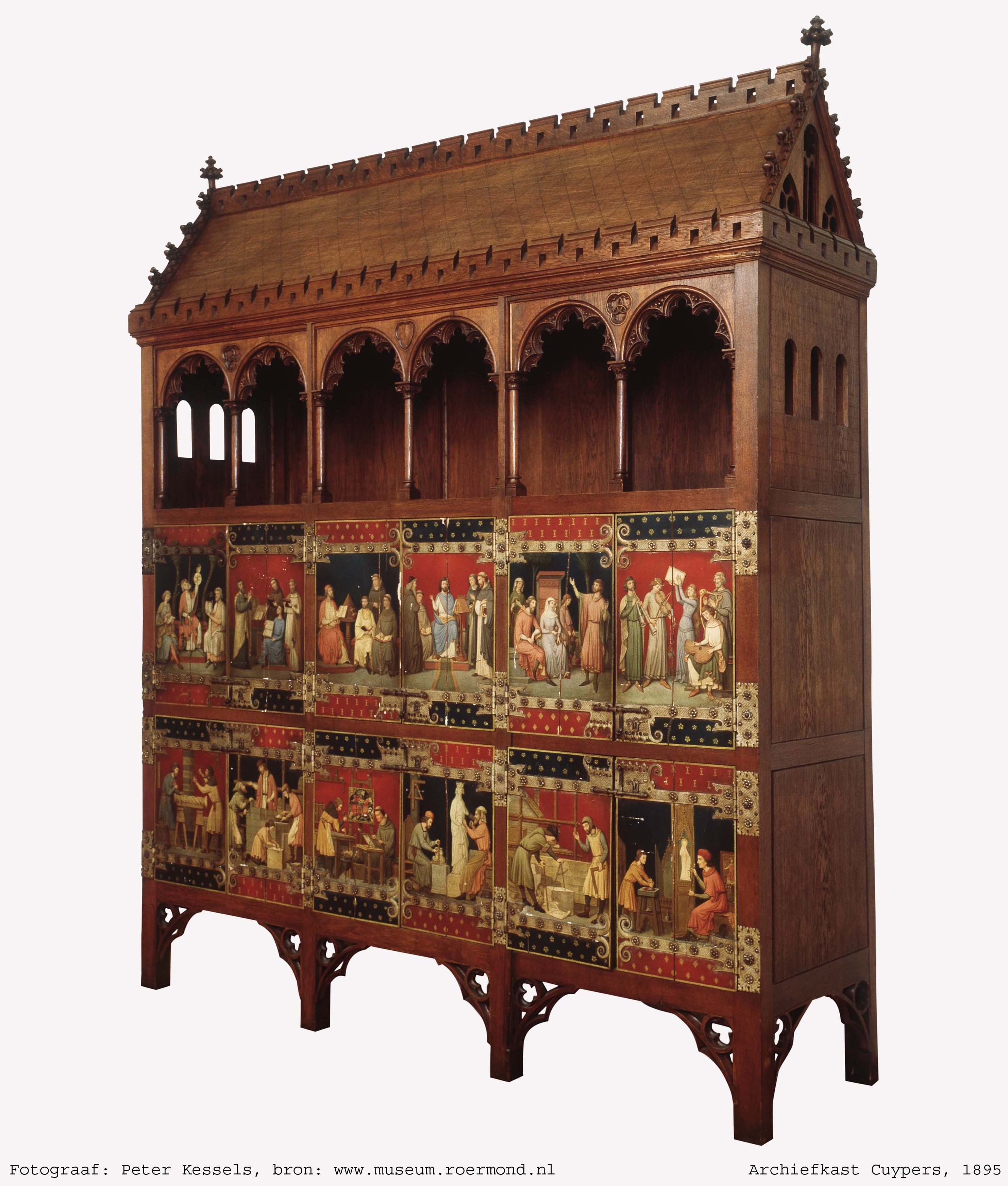
Archiefkast van Cuypers, beschilderd door Lücker (1893-1898)
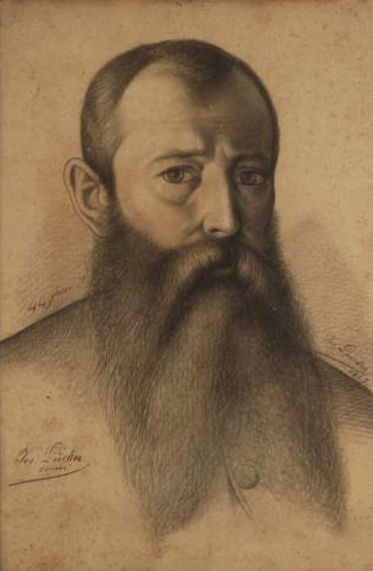
Zelfportret (1865)
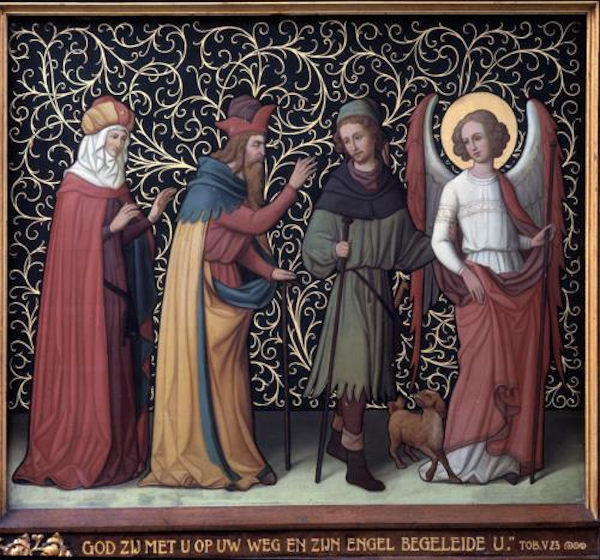
Detail van een drieluik met scènes uit het verhaal van Tobias